# Anthony Dufrane
 (avril 2024).
Il peut être nécessaire de l'améliorer pour respecter le principe de neutralité de point de vue. Veuillez consulter la page de discussion pour plus de détails.

Pour les articles homonymes, voir Dufrane.
Anthony Dufrane, né le 10 juillet 1977 à Charleroi, est un homme politique belge libéral.

## Biographie
Anthony Dufrane, né le 10 juillet 1977 à Charleroi, est le fils Christian Dufrane (ou Dufrasne), homme politique socialiste et échevin de Montigny-le-Tilleul. Comptable de formation, iIl milite très jeune dans le mouvement socialiste.
Il se présente comme candidat pour la première fois aux élections communales de 2000 à Montigny-le-Tilleul, avec un résultat engrangé de près de 1000 suffrages, à cette occasion ce score lui permit de ceindre l’écharpe scabinale pour 6 ans et est alors chargé de la politique des Aînés, de la Culture et de l'information aux citoyens.
Dès 2000 il entame une carrière professionnelle en tant que collaborateur et conseiller des Ministres-Présidents successifs de la Wallonie Jean-Claude Van Cauwenberghe, Elio Di Rupo, Rudy Demotte et de 2007 à 2010 Conseiller au Cabinet du Ministre Paul Magnette au Gouvernement fédéral .
De 2010 à 2012, il prête serment en tant que député fédéral.
De 2012 à 2014, il assurera à la Ville de Charleroi, la fonction d’échevin de la Jeunesse, des fêtes & Folklore, des relations internationales et du tourisme[réf. souhaitée].
Il est élu député wallon le 25 mai 2014 et décide de ne pas se représenter à la fin de son mandat en 2019.
Il est élu député à la Chambre des représentants à la suite des élections législatives fédérales belges de 2024.

### Carrière politique
(décembre 2021).
- 2000-2006 : échevin de la Culture information et des Ainés à Montigny-le-Tilleul
- 2007-2012 : chef de groupe et conseiller communal à Montigny-le-Tilleul
- 2010-2012 : député fédéral belge Actif dans la Commission défense nationale, achats militaires et Infrastructure

Vice-président de la Commission des Achats militaires - Président des Commissions interparlementaires Belgique-Suisse et Belgique-Bulgarie / - Vice Président de la Commission interparlementaire Belgique-Canada
- 2012-2014 : échevin de la Jeunesse, du Tourisme, des Relations internationales, du Folklore et des Fêtes, des Jumelages et des Grands évènements de la Ville de Charleroi
- 2014-2019 ; Namur Député wallon Membre des Commissions Economie, aménagement du territoire, environnement, agriculture, aéroports.
- 2014- 2019 ; Bruxelles - Député Wallonie-Bruxelles membre des commissions Enseignement-supérieur, médias et Sports
- 2014- 2018 ; Charleroi - Echevin empêché - Conseiller Communal[réf. souhaitée]
- 2024 ; Après sa victoire aux élections de juin, Anthony Dufrane décide de se présenter aux éléctions communales de Charleroi sous la bannière libérale.